# Impatiens cornutisepala
Impatiens cornutisepala är en balsaminväxtart som beskrevs av S.X.Yu, Y.L.Chen och H.N.Qin. Impatiens cornutisepala ingår i släktet balsaminer, och familjen balsaminväxter. Inga underarter finns listade i Catalogue of Life.